# Krsztov Dol
Krsztov Dol (macedónul: Крстов Дол) település Észak-Macedóniában, a Északkeleti körzetben, Kriva Palanka községben.

## Népesség
| Lakosok száma | 160  | 190  | 154  | 162  | 101  | 68   | 69   | 60   | 37   |
|               | 1948 | 1953 | 1961 | 1971 | 1981 | 1991 | 1994 | 2002 | 2021 |

- 2002-ben 60 lakosa volt, akik közül 59 macedón és 1 szerb.